# Анірацетам
Анірацетам (Драганон, Сарпул, Ампамет, Мемодрін) — жиророзчинна сполука, речовина класу ампакінів, з ноотропним та когнітивно-стабілізуючим ефектом; згідно з результатами фармакологічних досліджень, є суттєво активнішим ніж його аналог пірацетам. Також виявляє анксіолітичні властивості. На території ЄС присутній в комерційному обігу як рецептурний препарат.

## Фармакологія
Анксіолітичні властивості анірацетаму були вперше зареєстровані в дослідах на мишах. Після цього було показано, що галоперидол повністю блокує анксіолітичні ефекти анірацетаму, а мекаміламін та кетансерин є його частковими антагоністами. На основі цих результатів були зроблені висновки про те, що дія анірацетаму здійснюється завдяки залученню нікотинових ацетилхолінових рецепторів та 5НТ рецепторів.
Окрім того, анірацетам є селективним модулятором АМРА-рецептора, з огляду на що проходить тестування на здатність протидіяти хворобі Альцгеймера та інших нейродегенеративних хвороб.1
Незважаючи на жиророзчинність анірацетаму, його період напіввиведення (1.5—2 години) є істотно меншим, ніж такий у його аналогів рацетамового ряду (наприклад, у пірацетаму).

## Синтез
Речовина була вперше синтезована в 1970-ті роки фірмою Hoffmann-La Roche. Основним шляхом синтезу є реакція 2-піролідону з анізоїл хлоридом в присутності триетиламіну.
Альтернативним шляхом синтезу є реакція ГАМК з анізоїл хлоридом в присутності тіонілхлориду.

## Зовнішні посилання
- The Cognitive Enhancement Research Institute [Архівовано 4 лютого 2012 у Wayback Machine.]